# New Empire, Vol. 1
| Оценки критиков | Оценки критиков |
| Источник        | Оценка          |
| --------------- | --------------- |
| AllMusic        | [ 12 ]          |
| Kerrang!        | [ 2 ]           |
| Wall of Sound   | 7/10            |

New Empire Vol.1 — шестой студийный альбом американской рэп-рок-группы Hollywood Undead, выпущенный 14 февраля 2020 года. Роль продюсера альбома исполнили Мэтт Гуд, вокалист группы From First To Last, так же для барабанных партий был приглашен Люк Холланд, бывший участник группы The World Alive. На гостевые вокалы были приглашены Келлин Куин, вокалист группы Sleeping with Sirens, для композиции «Upside Down». И Бенджи Мэдден, гитарист группы Good Charlotte, исполнил вокалы для композиции «Second Chances»
Запись шла с начала 2018 и до конца года.

## Критика
Альбом получил положительные отзывы критиков. AllMusic дал альбому положительный отзыв, сказав: «Эта жизненная сила вездесуща на протяжении всей брутально эффективной 32-минутной записи альбома; плотно упакованная звуковая атака, украшенная диджейскими брейкдаунами, смелой электроникой, захудалыми рэп-куплетами с Западного побережья и огромными припевами, готовыми к радио. New Empire названа удачно и, что более важно, имеет чертовски солидный послужной список». Том Шепард из журнала Kerrang! дал альбому в целом положительный отзыв, уделив особое внимание песне «Empire». Тамара Мэй из Wall of Sound положительно отозвалась об альбоме, сказав следующее: «New Empire, Volume 1 — это солидная коллекция новых треков, в которые влюбятся фанаты. Здесь следует похвалить лучшую постановку, любезно предоставленную Мэттом Гудом, а также попытку группы переосмыслить свое звучание, которая была достойной».

## Список композиций
| №                   | Название              | Длительность |
| ------------------- | --------------------- | ------------ |
| 1.                  | «Time Bomb»           | 3:37         |
| 2.                  | «Heart of a Champion» | 3:30         |
| 3.                  | «Already Dead»        | 3:56         |
| 4.                  | «Empire»              | 3:59         |
| 5.                  | «Killin' It»          | 2:55         |
| 6.                  | «Enemy»               | 3:11         |
| 7.                  | «Upside Down»         | 3:04         |
| 8.                  | «Second Chances»      | 4:13         |
| 9.                  | «Nightmare»           | 3:40         |
| Общая длительность: | Общая длительность:   | 32:09        |

## Участники записи
Согласно сайту AllMusic.

| - Джорел «J-Dog» Деккер — вокал, гитара, бас-гитара, клавишные - Дилан «Funny Man» Альварес — вокал - Джордж «Johnny 3 Tears» Рэйган — вокал, бас-гитара - Джордан «Charlie Scene» Террелл — вокал, гитара - Даниэль «Danny» Мурильо — вокал, клавишные, гитара, бас-гитара | - Мэтт Гуд — продюсер, сведение, мастеринг, композитор - Даррен Крейг — арт-директор - Ян Дитрих — менеджер - Эндрю Перселл — менеджер - Крис Нильссон — менеджер | - Келлин Куинн из Sleeping with Sirens — вокал на седьмом треке - Бенджи Мэдден из Good Charlotte — вокал на восьмом треке - Джоуи Стерджис — гитара на восьмом треке - Люк Холланд — ударные на всех треках кроме пятого и девятого |

## Чарты
| Чарт (2020)                       | Высшая позиция |
| --------------------------------- | -------------- |
| Чехия (ČNS IFPI)                  | 67             |
| Германия (Offizielle Top 100)     | 30             |
| Венгрия (MAHASZ)                  | 27             |
| Шотландия (Scottish Albums Chart) | 24             |
| Швейцария (Schweizer Hitparade)   | 43             |
| Великобритания (UK Albums Chart)  | 54             |
| США (Billboard 200)               | 125            |
| США (Billboard Top Rock Albums)   | 14             |